# Adenostemma
Adenostemma es un género de plantas perteneciente a la familia Asteraceae. Comprende 59 especies descritas y de estas 25 aceptadas.

## Taxonomía
El género fue descrito por J.R.Forst. & G.Forst. y publicado en Characteres Generum Plantarum 45, pl. 45. 1775. La especie tipo es: Adenostemma viscosum J.R. Forst. & G. Forst. 

## [species aceptadas
A continuación se brinda un listado de las especies del género Adenostemma aceptadas hasta junio de 2012, ordenadas alfabéticamente. Para cada una se indica el nombre binomial seguido del autor, abreviado según las convenciones y usos.
- Adenostemma berteroi DC.
- Adenostemma brasilianum (Pers.) Cass.
- Adenostemma caffrum DC.
- Adenostemma cuatrecasasii R.M.King & H.Rob.
- Adenostemma fosbergii R.M.King & H.Rob.
- Adenostemma glutinosum DC.
- Adenostemma goyazense R.M.King & H.Rob.
- Adenostemma harlingii R.M.King & H.Rob.
- Adenostemma hirsutum (Blume) DC.
- Adenostemma hirtiflorum Benth.
- Adenostemma involucratum R.M.King & H.Rob.
- Adenostemma lanceolatum Miq.
- Adenostemma lavenia (L.) Kuntze
- Adenostemma macrophyllum (Blume) DC.
- Adenostemma madurense DC.
- Adenostemma perrottetii DC.
- Adenostemma platyphyllum Cass.
- Adenostemma renschiae J.Kost.
- Adenostemma reticulatum DC.
- Adenostemma suffruticosum Gardner
- Adenostemma vargasii R.M.King & H.Rob.
- Adenostemma verbesina (L.) Sch.Bip.
- Adenostemma viscosum J.R.Forst. & G.Forst.
- Adenostemma vitiense H.Rob.
- Adenostemma zakii R.M.King & H.Rob.